# Пашковецька сільська рада (Хотинський район)
Пашкове́цька сільська́ ра́да — адміністративно-територіальна одиниця та орган місцевого самоврядування в Хотинському районі Чернівецької області. Адміністративний центр — село Пашківці.

## Загальні відомості
- Населення ради: 1 027 осіб (станом на 2001 рік)

## Населені пункти
Сільській раді підпорядковані населені пункти:
- с. Пашківці

## Склад ради
Рада складається з 16 депутатів та голови.
- Голова ради: Корнівська Світлана Михайлівна
- Секретар ради: Корнівська Валентина Григорівна

### Керівний склад попередніх скликань
| Прізвище, ім'я, по батькові    | Основні відомості                                                 | Дата обрання | Дата звільнення |
| ------------------------------ | ----------------------------------------------------------------- | ------------ | --------------- |
| Корнівська Світлана Михайлівна | Сільський голова, 1956 року народження, освіта вища, позапартійна | 26.03.2006   | 31.10.2010      |
| Корнівська Світлана Михайлівна | Сільський голова, 1956 року народження, освіта вища, позапартійна | 31.10.2010   |                 |

Примітка: таблиця складена за даними сайту Верховної Ради України

### Депутати
За результатами місцевих виборів 2010 року депутатами ради стали:

#### За суб'єктами висування
| Суб'єкт висування           | Кількість обраних депутатів | %    |
| --------------------------- | --------------------------- | ---- |
| Партія регіонів             | 12                          | 75   |
| Самовисування               | 3                           | 18,8 |
| Комуністична партія України | 1                           | 6,3  |

#### За округами
| № округу                    | Прізвище, ім'я, по батькові      | Дата визнання обраним | Освіта  | Партійна приналежність              | Відомості про обраного депутата               |
| --------------------------- | -------------------------------- | --------------------- | ------- | ----------------------------------- | --------------------------------------------- |
| Комуністична партія України |                                  |                       |         |                                     |                                               |
| 14                          | Брунза Василь Миколайович        | 31.10.2010            | вища    | член Комуністичної партії України   | Будинок культури с. Пашківці, директор        |
| Партія регіонів             |                                  |                       |         |                                     |                                               |
| 1                           | Дудчак Марина Василівна          | 31.10.2010            | вища    | позапартійна                        | тимчасово не працює                           |
| 2                           | Біленька Антоніна Анатоліївна    | 31.10.2010            | середня | член Партії регіонів                | тимчасово не працює                           |
| 3                           | Біленький Віктор Іванович        | 31.10.2010            | середня | член Партії регіонів                | тимчасово не працює                           |
| 4                           | Сеник Віра Василівна             | 31.10.2010            | вища    | позапартійна                        | Пашковецька сільська рада, секретар           |
| 5                           | Косовець Віктор Іванович         | 31.10.2010            | середня | позапартійний                       | тимчасово не працює                           |
| 7                           | Сеник Валентина Григорівна       | 31.10.2010            | вища    | позапартійна                        | Пашковецька загальноосвітня школа, вчитель    |
| 8                           | Барашко Людмила Анатоліївна      | 31.10.2010            | середня | позапартійна                        | Пашковецьке відділення «Укрпошта», начальник  |
| 11                          | Рабієвська Сніжана Захарівна     | 31.10.2010            | вища    | позапартійна                        | Пашковецька сільська рада, землевпорядник     |
| 12                          | Швець Віктор Володимирович       | 31.10.2010            | середня | член Партії регіонів                | тимчасово не працює                           |
| 13                          | Швабський Анатолій Васильович    | 31.10.2010            | середня | позапартійний                       | тимчасово не працює                           |
| 15                          | Заплітний Анатолій Володимирович | 31.10.2010            | середня | позапартійний                       | тимчасово не працює                           |
| 16                          | Магурчак Сергій Васильович       | 31.10.2010            | середня | позапартійний                       | Церква Св. Дмитрія с. Ярівка, настоятель      |
| Самовисування               |                                  |                       |         |                                     |                                               |
| 6                           | Білівська Надія Захарівна        | 31.10.2010            | вища    | член Політичної партії «Фронт Змін» | Пашковецька загальноосвітня школа, вчитель    |
| 9                           | Біленький Олександр Миколацович  | 31.10.2010            | вища    | позапартійний                       | ТОВ «Дністрові роси», керуючий                |
| 10                          | Колісник Євгенія Октавіанівна    | 31.10.2010            | вища    | позапартійна                        | Пашковецька сільська рада, головний бухгалтер |